# Abingdon Boys School
Abingdon Boys School (estilizado em minúsculas como abingdon boys school) é uma banda japonesa de rock liderada por Takanori Nishikawa, também conhecido como T.M. Revolution. Formada em 2005, o nome da banda é uma referência à Abingdon School, escola onde a banda de rock inglesa Radiohead foi formada.

## Carreira
Em 2005, o Abingdon Boys School lançou sua primeira música, "Stay Away", escrita por Nishikawa e composta por Shibasaki, para Love for Nana Only 1 Tribute, uma homenagem à série shōjo de anime e mangá Nana. A banda também gravou um cover da banda Buck-Tick, a música "Dress" (ドレス Doresu?), para o álbum Parade ~Respective Tracks of Buck-Tick~, um álbum tributo contendo covers de músicas do Buck-Tick por várias bandas.
A banda teve seu primeiro show, "CD Data Present Music Evolution ’06", em 24 de novembro de 2005, ao lado das bandas UVERworld  e Tsubakiya Quartet (椿屋四重奏 Tsubakiya Shijūsō?). CD Data (CDでーた?) é uma revista de música japonesa.
No dia 3 de setembro de 2006, a banda anunciou que faria seu álbum de estreia pela Sony Music Japan's Epic Records, que também era a gravadora de T.M. Revolution (projeto solo de Nishikawa). Seu primeiro single,  Innocent Sorrow, usado como a primeira abertura de  D.Gray-Man, foi lançado em 6 de dezembro de 2006. A outra música do single, "Fre@k $HoW", foi usada no CD do filme Death Note: the Last Name.
Seu segundo single, Howling, foi lançado no dia 16 de maio de 2007. Foi usado como a primeira abertura de Darker Than Black. O terceiro single, intitulado Nephilim, foi lançado no dia 4 de julho de 2007 e usado como tema principal para o jogo de PlayStation 3, Folklore.
Em 7 de julho de 2007, a.b.s. cantou as músicas que havia lançado até o momento no JJapanese leg do Live Earth em Tóquio.
O primeiro álbum de estúdio da banda foi lançado no dia 17 de outubro de 2007. O quarto single da banda, Blade Chord, foi lançado em 5 de dezembro de 2007 e usado como tema em Sengoku Basara: Heroes. Eles também gravaram a música "Sweetest Coma Again" para o álbum Luna Sea: Memorial Cover, um álbum de covers dedicado à extinta banda Luna Sea.
No dia 16 de julho de 2008, o Abingdon Boys School lançou um DVD ao vivo do show que fizeram em fevereiro de 2008. O DVD foi vendido em duas versões: uma edição limitada com dois DVDs, imagens e adesivos, e uma edição normal com um DVD.[carece de fontes?].
A banda lançou seu quinto single, STRENGTH., contendo "Freedom" também, em 25 de fevereiro de 2009, sendo seu primeiro single lançado depois de mais de um ano. STRENGTH. foi usado como encerramento para a série de anime Soul Eater. Seu sexto single, JAP, teve sua primeira apresentação em rádio no dia 23 de outubro de 2008 e foi lançado em 20 de maio de 2009, contendo "Valkyrie" também. JAP foi usado como tema de abertura para o anime Sengoku Basara e também para o jogo de PSP Sengoku Basara Battle Heroes.
A música "Kimi no Uta" foi usada no anime Tokyo Magnitude 8.0 e foi lançada em 26 de Agosto de 2009.
A banda lançou seu segundo álbum de estúdio no dia 27 de Janeiro de 2010, chamado ABINGDON ROAD. Os novos singles do álbum: Blade Chord, Strength, JAP, Kimi no Uta, From Dusk Till Dawn, e Sweetest Coma Again.

## Integrantes
- Takanori Nishikawa (西川貴教, Nishikawa Takanori, vocal)
- SUNAO (Guitarra)
- Hiroshi Shibasaki (柴崎 浩, Shibasaki Hiroshi, Guitarra)
- Toshiyuki Kishi (岸 利至, Kishi Toshiyuki, teclado e programação)

## Discografia
Singles
| Ano  | Título | Posição na Oricon | Notas | Álbum                |
| ---- | --- | ----------------- | --- | -------------------- |
| 2006 | "Innocent Sorrow" - Lançado em: 6 de Dezembo de 2006 - Gravadora: Epic Japan - Formato: CD, Download Digital               | 5                 | - A música é usada na primeira abertura do anime D.Gray-man - Certificado de Ouro pela Recording Industry Association of Japan | Abingdon Boys School |
| 2007 | "Howling" - Lançado em: 16 de Maio de 2007 - Gravadora: Epic Japan - Formato: CD, Download Digital                         | 4                 | - A música é usada na primeira abertura do anime Darker than Black.                                                            | Abingdon Boys School |
| 2007 | "Nephilim" - Lançado em: 4 de Julho de 2007 - Gravadora: Epic Japan - Formato: CD, Digital download                        | 5                 | - A música é usada nos créditos finais do game "FolksSoul -Ushinawareta Denshō-".                                              | Abingdon Boys School |
| 2007 | "Blade Chord" - Lançado em: 5 de Dezembro de 2007 - Gravadora: Epic Japan - Formato: CD, Download Digital                  | 2                 | - A música é usada como abertura e encerramento do game ''Sengoku Basara 2 Heroes''.                                           | Abingdon Road        |
| 2009 | "Strength" - Lançado em: 25 de Fevereiro de 2009 - Gravadora: Epic Japan - Formato: CD, Download Digital                   | 4                 | - A música é usada como o 4 encerramento do anime Soul Eater.                                                                  | Abingdon Road        |
| 2009 | "JAP" - Lançado em: 20 de Maio de 2009 - Gravadora: Epic Japan - Formato: CD, DVD, Download Digital                        | 4                 | - A música é usada como abertura do anime Sengoku Basara                                                                       | Abingdon Road        |
| 2009 | "Kimi no Uta" (キミノウタ) - Lançado em: 26 de Agosto de 2006 - Gravadora: Epic Japan - Formato: CD, DVD, Download Digital | 8                 | - A música é usada como abertura do anime Tokyo Magnitude 8.0                                                                  | Abingdon Road        |
| 2009 | "From Dusk Till Dawn" - Lançado em: 26 de Dezembro de 2009 - Gravadora: Epic Japan - Formato: CD, Download Digital         | 3                 | - A música é usada como encerramento do anime Darker than Black: Ryūsei no Gemini, a segunda temporada de Darker than Black.   | Abingdon Road        |

Álbuns
| Ano  | Título | Posição na Oricon | Notas |
| ---- | --- | ----------------- | --- |
| 2007 | Abingdon Boys School - Lançado em: 17 de Outubro de 2007 - Gravadora: Epic Japan - Formato: CD, DVD, Download Digital | 2                 | - Como o nome da banda, o título do albúm é estilisado como "Abingdon Boys School" - Certificado de ouro pela Recording Industry Association of Japan |
| 2010 | Abingdon Road - Lançado em: 27 de Janeiro de 2010 - Gravadora: Epic Japan - Formato: CD, DVD, Download Digital        | 2                 | - O título do álbum é estilizado como "ABINGDON ROAD"                                                                                                 |

Compilações
| Ano                                                                       | Título | Posição na Oricon | Notas                       |
| ------------------------------------------------------------------------- | --- | ----------------- | --------------------------- |
| 2009                                                                      | Teaching Materials - Lançado em: 7 de Novembro de 2009 - Gravadora: Gan-Shin - Formato: CD, Download Digital | —                 | - Somente lançado na Europa |
| "—" Se um título não está no ranking ou não foi lançado nesse território. | |                   |                             |